# Công đảng (Hà Lan)
Công đảng (tiếng Hà Lan: Partij van de Arbeid; phát âm tiếng Hà Lan: [pɑrtɛi vɑn də 'ʔɑrbɛit]: [pɑrtɛi vɑn də 'ʔɑrbɛit], rút ngắn PvdA [peːveːdeː'ʔaː]) là một đảng chính trị xã hội dân chủ ở Hà Lan. Kể từ ngày 5 tháng 11 năm 2012, PvdA đã điều phối liên minh với Đảng Nhân dân vì Dân chủ và Tự do (VVD) trong nội các Rutte thứ hai.

## Lịch sử Đảng

### 1945-1965
Công đảng (PvdA) được thành lập vào ngày 9 tháng 2 năm 1946, thông qua sự sáp nhập của ba bên: Đảng Lao động Xã hội Dân sự (SDAP), Hiệp hội Dân chủ Tự do Tư tưởng Tự do-Xanh (VDB) và Liên đoàn Dân chủ Ki tô giáo Tin Lành (Progressive-Protestant Christian Democratic Union) CDU). [6] Họ đã tham gia cùng với các cá nhân từ nhóm kháng chiến Công giáo Christofoor và đảng Liên minh Lịch sử Kitô giáo CHU và Đảng chống Cách mạng (ARP).
Willem Schermerhorn, đồng sáng lập, Thủ tướng từ năm 1945 cho đến năm 1946.
Willem Drees, đồng sáng lập và lãnh đạo từ năm 1946 đến năm 1958, Thủ tướng từ năm 1948 đến năm 1958.
Những người sáng lập PvdA muốn tạo ra một bữa tiệc lớn, phá vỡ truyền thống lịch sử của Pillarisation. Mong muốn đi đến một hệ thống chính trị mới được gọi là Doorbraak. Đảng kết hợp xã hội với các nhà tự do dân chủ tự do và các Kitô hữu tiến bộ. Tuy nhiên, đảng đã không thể phá vỡ Pillarisation. Thay vào đó, đảng mới lại làm mới mối quan hệ gần gũi mà SDAP đã làm với các tổ chức xã hội chủ nghĩa khác (xem các tổ chức liên kết). Năm 1948, một số thành viên tự do do cựu lãnh đạo VDB Pieter Oud dẫn đầu đã rời khỏi PvdA bởi vì họ không hài lòng với khóa học xã hội chủ nghĩa của PvdA. Cùng với Đảng Tự do, họ thành lập Đảng Nhân dân vì Dân chủ và Tự do (VVD), một đảng bảo thủ-tự do.